# Article 2 du traité sur l'Union européenne
L'article 2 du traité sur l'Union européenne est un des articles du Titre I (« Dispositions communes ») du traité sur l'Union européenne (TUE). Il énumère les valeurs de l'Union européenne.

## Disposition
L'article 2 dispose :

« L'Union est fondée sur les valeurs de respect de la dignité humaine, de liberté, de démocratie, d'égalité, de l'État de droit, ainsi que de respect des droits de l'homme, y compris des droits des personnes appartenant à des minorités. Ces valeurs sont communes aux États membres dans une société caractérisée par le pluralisme, la non-discrimination, la tolérance, la justice, la solidarité et l'égalité entre les femmes et les hommes »